# Rudolph the Red-Nosed Reindeer
"Rudolph, the Red-Nosed Reindeer" é uma canção do compositor Johnny Marks baseada na história Rudolph, a Rena do Nariz Vermelho, publicada pela Montgomery Ward Company em 1939. A versão gravada por Gene Autry alcançou o primeiro lugar nas paradas dos Estados Unidos na semana do Natal de 1949.
Vários artistas ao longo dos anos regravaram a canção, incluindo Bing Crosby, Spike Jones, The Temptations, Ringo Starr e Destiny's Child.